# Lasioglossum interruptum
Lasioglossum interruptum là một loài Hymenoptera trong họ Halictidae. Loài này được Panzer mô tả khoa học năm 1798.